# Regia
 (avril 2019).
Si vous disposez d'ouvrages ou d'articles de référence ou si vous connaissez des sites web de qualité traitant du thème abordé ici, merci de compléter l'article en donnant les références utiles à sa vérifiabilité et en les liant à la section « Notes et références ».
La Regia est un édifice longeant la Via Sacra  sur la partie est du Forum Romanum. Ce bâtiment servait à l'origine de résidence ou bien de siège aux rois de Rome et plus tard au pontifex maximus, le grand prêtre à la tête du collège des pontifes.
Il occupait une parcelle de terrain trapézoïdale, nichée entre le temple de Vesta, le temple du Divin César et le temple d'Antonin et Faustine, autant d'édifices lui étant tantôt contemporains, tantôt bien postérieurs du fait de l'accumulation d'édifices publics sur le Forum au cours de l'époque républicaine et impériale. Aujourd'hui, il ne reste plus que les fondations de la Regia républicaine et impériale, mises au jour lors des fouilles de Giacomo Boni, à la fin du XIXe siècle. De même que la Curie, la Regia fut détruite et reconstruite plusieurs fois, déjà durant la monarchie romaine.

## La tradition historique issue de la littérature antique

### Époque royale
D'après la tradition, la Regia « (maison) royale » (de rex, regis, « roi ») aurait été construite par le deuxième roi de Rome, Numa Pompilius, et aurait été  une résidence royale dans laquelle les boucliers sacrés (ancilia) étaient entreposés. Il est aussi dit que Numa fit construire à proximité le temple de Vesta, la maison des vestales ainsi que la Domus Publica. Cet espace était central pour la vie politique et religieuse de la cité et du royaume.

### Époque républicaine et impériale
Elle devint sous la République romaine la résidence du rex sacrorum, roi symbolique pour les cérémonies religieuses, et le lieu de réunion  du collège des pontifes, et de temps en temps des Frères Arvales et des flamines majeurs. Lorsque César fut pontifex maximus, il exerça ses fonctions dans la Regia. On y conservait les archives des pontifes, les formules des prières, serments, sacrifices, etc., ainsi que le calendrier des jours sacrés, les Annales - les comptes-rendus des évènements de chaque année à des fins de référence publique. On y trouvait aussi les Fastes consulaires et triomphaux, et des lois relatives au mariage, au décès, aux testaments, etc.
Les historiens romains rapportent que la Regia souffrit d'un incendie en 148 av. J.-C. et en 36 av. J.-C. ; elle fut luxueusement reconstruite par Cnaeus Domitius Calvinus, et de nouveau touchée par l'incendie de 191.

## L’apport de l’archéologie
Les fouilles réalisées au XIXe siècle et au XXe siècle par Giacomo Boni, Nicola Terrenato et Filippo Coarelli à cet emplacement ont permis d'identifier plusieurs niveaux d'occupation et plusieurs phases de construction pour l'édifice.  

### Phasage du secteur
En partant du plus profond, donc du plus ancien niveau, on peut restituer la chronologie suivante : 
- Phase I : des restes de onze cabanes datées du VIIIe siècle av. J.-C. et de la première moitié du VIIe siècle av. J.-C., voisines de tombes d’enfants en bas âge (les inhumations d’enfants étaient tolérées à l’intérieur du pomœrium). Vers 625, ces cabanes sont détruites, ce qui permet d’aménager le sol et d’installer un autel en cippe avec une enceinte.
- Phase II : peu après est bâtie la première Regia, édifice avec un soubassement en blocs de tuf, des murs en briques crues et une couverture en tuiles. Ses deux pièces sont précédées d’un portique ouvrant sur une cour en trapèze. Cet édifice fut détruit par un incendie.
- Phase III : une construction vers 580 av J.-C., avec des décorations en terre cuite polychrome : antéfixes à Gorgone, frises de revêtement peintes, avec notamment le dessin d’un cavalier armé. Cet édifice fut aussi détruit par un incendie.
- Phase IV : une construction datée du troisième quart du VIe siècle av. J.-C. (vers 550-525). L’édifice est déplacé et réorganisé en une suite de trois pièces sur le côté est de la cour. Il est décoré de terres cuites architecturales de style ionique.
- Phase V : à la fin du VIe siècle, donc au début de la République romaine, la Regia est complètement reconstruite pour le rex sacrorum, avec trois pièces sur le côté sud, et d’autres au nord avec un portique.
- Phase VI : une reconstruction de la fin du IIIe siècle av. J.-C.
- Phase VII : une reconstruction en marbre, datée de 36 av. J.-C. sous Auguste.

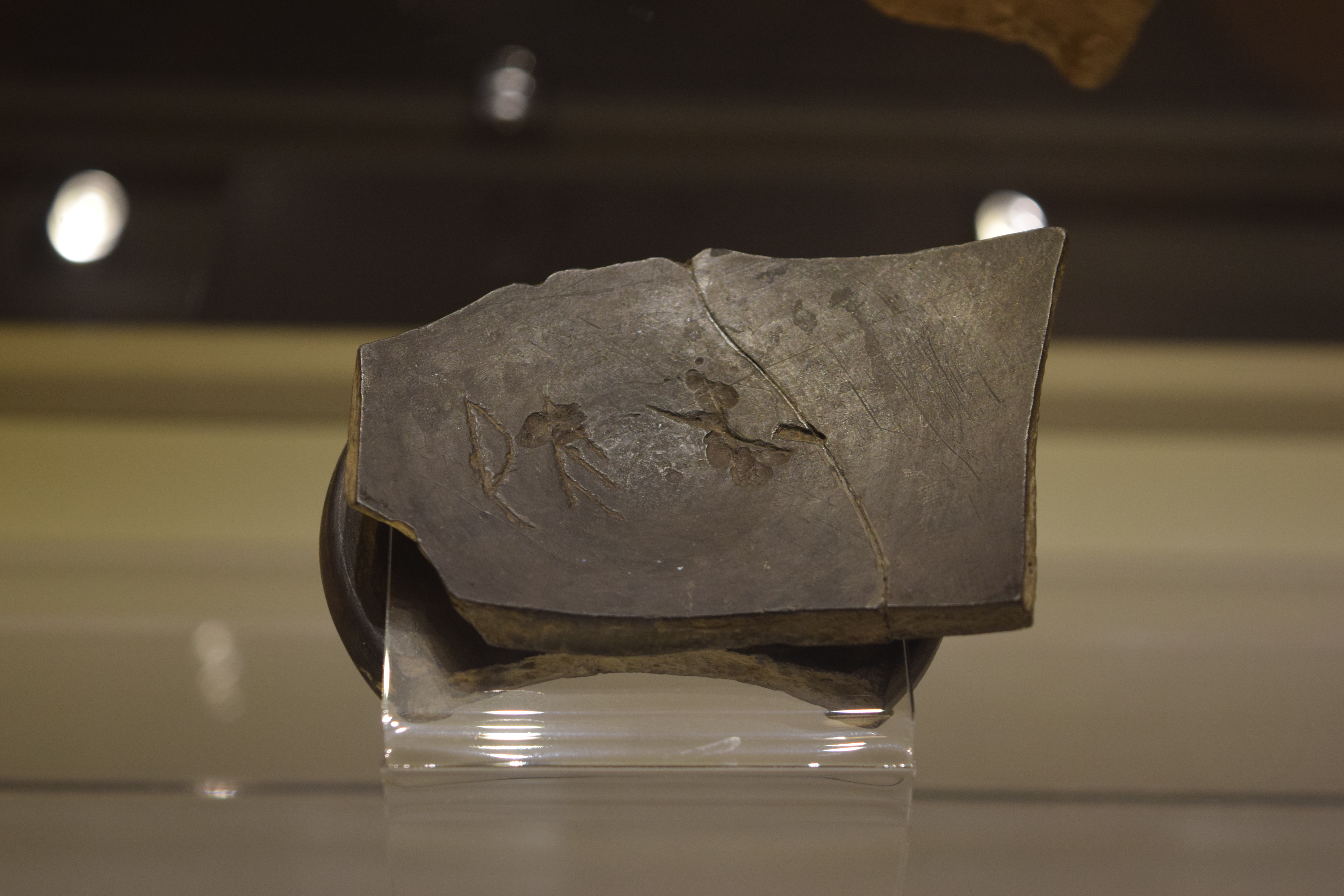
Le fragment de coupe en bucchero, avec l'inscription « REX ». Diamètre du pied : 9.3 cm

L'archéologie constate donc une construction importante sous la monarchie romaine, mais la situe approximativement à la fin du règne d'Ancus Marcius ou au début de celui de Tarquin l'Ancien, selon la chronologie traditionnelle. 

### Décor architectonique et fonctions des espaces

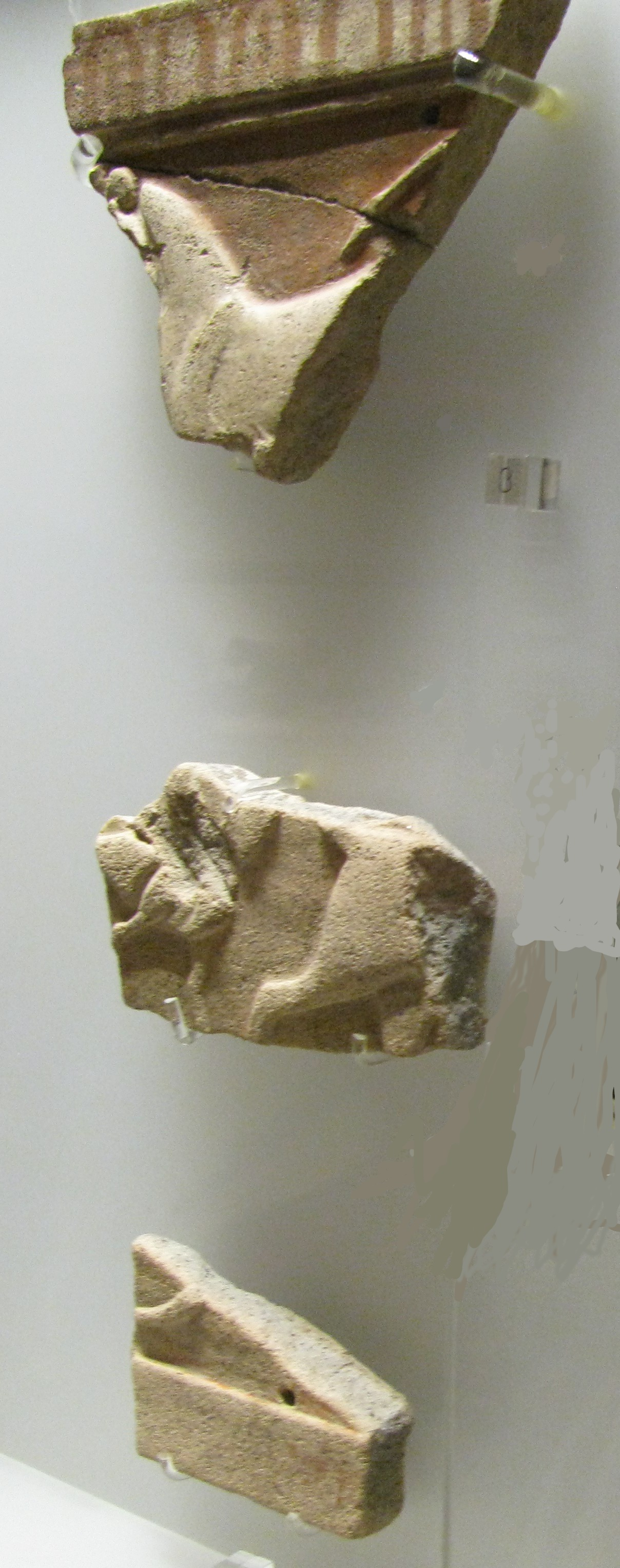
Fragments de la décoration en terre cuite de la Regia de Rome
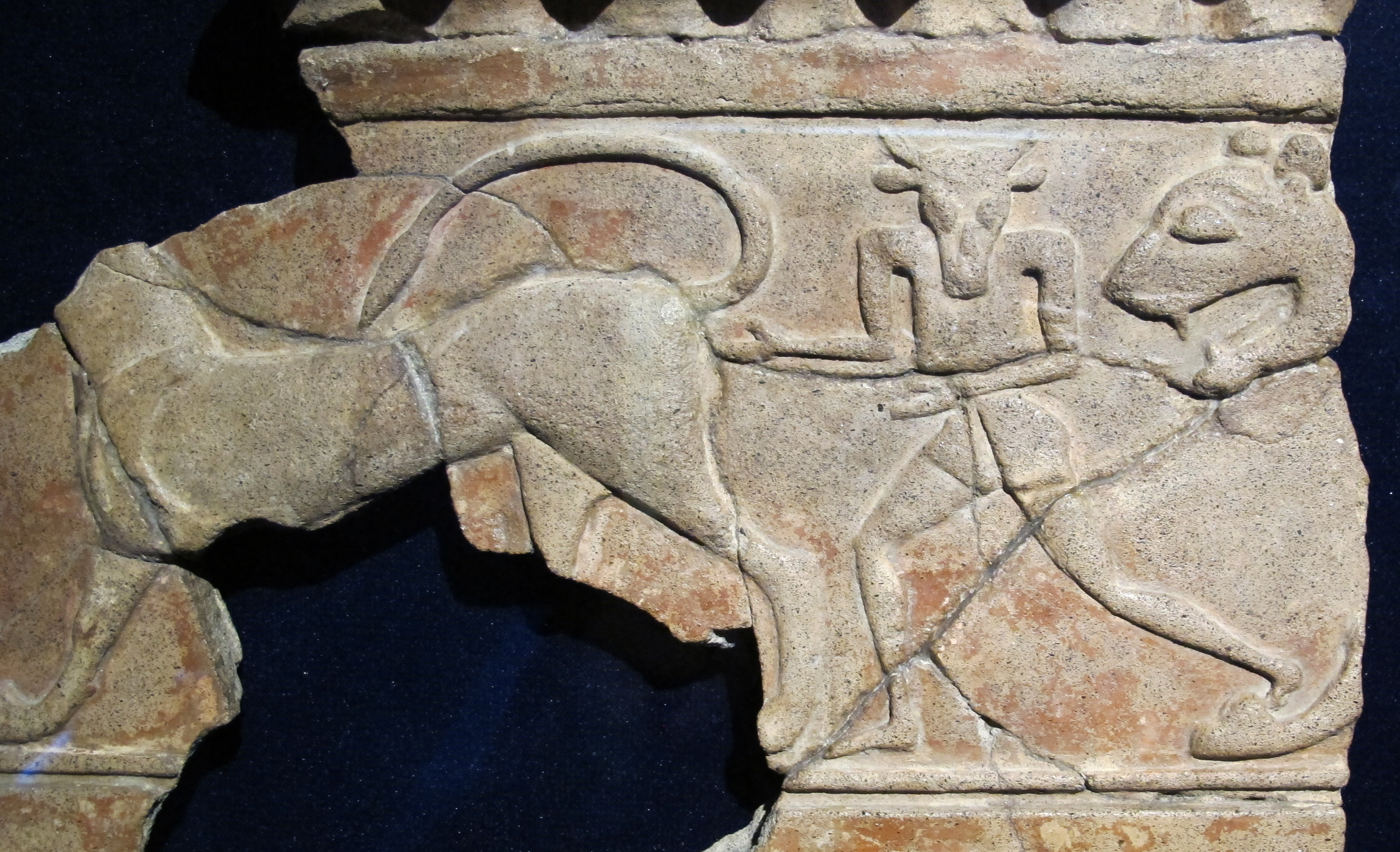
Frise du minotaure découverte dans les niveaux archaïques de la Regia

### Mobilier archéologique notable
Parmi les objets recueillis dans les fouilles de la Regia, un fragment d’une grande coupe noire de style étrusque et de belle qualité (bucchero) portait sur le fond l’inscription « REX » gravée en lettres de 2 cm de haut. D’après la forme archaïque du E et la ressemblance du R avec un rho grec trouvé à Syracuse, M. Guarducci[réf. souhaitée] date la coupe entre 530 et 510 av. J.-C. Selon F. E. Brown (News soundings in the Regia, 1966), elle daterait du début de la République et aurait pu appartenir au rex sacrorum. D’autres archéologues la datent plus approximativement de la seconde moitié du VIe siècle, ce qui laisse l’incertitude sur son usage entre un roi étrusque et un rex sacrorum.

### Débat fonctionnel: résidence royale ou édifice religieux?
| Vicus · Iugarius Vicus · Tuscus Sacra · Via Rostres Graecostasis Comitium Lacus · Servilius Vélabre Subure Arc de · Fabius Puteal · Libonis Tribunal · Aurelium Basilique · Sempronia Tabularium Temple de · la Concorde Temple de · Castor Fontaine de Juturne Temple de · Vesta Regia Basilique · Fulvia puis Æmilia Sanctuaire de Vénus Cloacina Lacus Curtius Temple de · Saturne Curie · Hostilia Basilique · Porcia Tullianum Senaculum Autel de · Saturne Mundus Volcanal Basilique · Opimia |

| Clivus · Capitolinus Vicus · Tuscus Sacra · Via Vélabre Forums · impériaux Basilique · Julia Temple de · Castor Fontaine de Juturne Temple de · Vesta Regia Basilique · Æmilia Sanctuaire de Vénus Cloacina Lacus Curtius Temple · de César Temple · d'Antonin · et Faustine Arc · d'Auguste Curie · Julia Temple de · Saturne Tabularium Carcer Temple de · la Concorde Temple de · Vespasien Portique des · Dieux · Conseillers Rostres Arc de · Septime Sévère Umbilicus Urbis Rostres · de César Lapis niger Milliaire d'or Arc de · Tibère |